# George Hernandez
George F. Hernandez (né le 6 juin 1863 à Placerville, en Californie) et mort le 31 décembre 1922 à Los Angeles, Californie) est un acteur américain du cinéma muet.

## Biographie

### Vie privée
George Hernandez fut l'époux de l'actrice Anna Dodge, avec laquelle il tourna de nombreux films, notamment sous la direction de Colin Campbell.

## Filmographie partielle
- 1910 : The Sanitarium, de Tom Santschi
- 1911 : The New Superintendent
- 1911 : Old Billy
- 1911 : A Sacrifice to Civilization
- 1911 : The Craven Heart
- 1911 : Captain Brand's Wife
- 1911 : Stability vs. Nobility
- 1911 : Told in the Sierras
- 1911 : The Regeneration of Apache Kid
- 1911 : The Profligate
- 1911 : The White Medicine Man
- 1911 : Where There's a Will, There's a Way
- 1911 : The Bootlegger
- 1911 : Through Fire and Smoke
- 1911 : A Spanish Wooing
- 1911 : The Little Widow
- 1911 : The Rival Stage Lines
- 1911 : The Heart of John Barlow
- 1911 : The Maid at the Helm
- 1911 : A Diamond in the Rough
- 1911 : Out-Generaled
- 1912 : A Waif of the Sea
- 1912 : The Peacemaker, de Francis Boggs
- 1912 : The New Woman and the Lion
- 1912 : His Masterpiece
- 1912 : The Polo Substitute
- 1912 : Brains and Brawn
- 1912 : Her Educator
- 1912 : Disillusioned
- 1912 : The Cowboy's Adopted Child
- 1912 : The Millionaire Vagabonds
- 1912 : The Substitute Model
- 1912 : The Man from Dragon Land
- 1912 : The Indelible Stain
- 1912 : A Child of the Wilderness
- 1912 : Partners
- 1912 : The Great Drought
- 1912 : Monte Cristo : Napoléon
- 1912 : The End of the Romance
- 1912 : Goody Goody Jones
- 1912 : The Old Stagecoach
- 1912 : Carmen of the Isles
- 1912 : Pansy
- 1912 : A Humble Hero de Frank Montgomery
- 1912 : The Lost Hat de Frank Montgomery
- 1912 : The Vintage of Fate
- 1912 : Shanghaied
- 1912 : Sammy Orpheus ou The Pied Piper of the Jungle
- 1912 : The Box Car Baby
- 1912 : A Crucial Test
- 1912 : When Helen Was Elected de Lem B. Parker
- 1912 : The Danites
- 1913 : Margarita and the Mission Funds de Lem B. Parker
- 1913 : The Spanish Parrot Girl
- 1913 : In the Days of Witchcraft
- 1913 : The Probationer
- 1913 : The Fighting Lieutenant
- 1913 : Buck Richard's Bride
- 1914 : The Midnight Call
- 1914 : Tested by Fire
- 1914 : The Fire Jugglers
- 1914 : The Squatters
- 1914 : While Wifey Is Away
- 1915 : The Rosary
- 1915 : The Circular Staircase
- 1916 : It Happened in Honolulu de Lynn Reynolds
- 1916 : The Secret of the Swamp de Lynn Reynolds
- 1916 : The Girl of Lost Lake de Lynn Reynolds
- 1916 : A Romance of Billy Goat Hill de Lynn Reynolds
- 1916 : Le Géant de la forêt (The End of the Rainbow) de Jeanie Macpherson et Lynn Reynolds
- 1917 : The Smoldering Spark
- 1918 : La Revanche de Betty (Betty Takes a Hand) de John Francis Dillon
- 1918 : Mlle. Paulette de Raymond Wells
- 1919 : Miss Adventure de Lynn Reynolds
- 1920 : Un garçon précieux (The Village Sleuth) de Jerome Storm
- 1921 : The Road Demon  de Lynn Reynolds
- 1922 : Man Under Cover
- 1922 : Tom Mix in Arabia de Lynn Reynolds : Arthur Edward Terhune